# Sant Jaume de Llierca
Sant Jaume de Llierca – gmina w Hiszpanii, w prowincji Girona, w Katalonii, o powierzchni 7,11 km². W 2011 roku gmina liczyła 757 mieszkańców.